# Censor romano
Censor era um oficial da Roma Antiga responsável por realizar e manter os censos, garantir a "moralidade pública" ("Regimen morum") e supervisionar certos aspectos das finanças governamentais. Esta função de garantir a moralidade é a origem do sentido moderno das palavras "censor" e censura".

## História

### Origem
O "censo" (em latim: census) foi realizado pela primeira vez por Sérvio Túlio, o sexto rei de Roma. Depois da abolição da monarquia e da fundação da República Romana (509 a.C.), os cônsules assumiram a responsabilidade pelo censo. No contexto do chamado "Conflito das Ordens", o poder em Roma passou a ser exercido não apenas pelos cônsules, que eram sempre patrícios na época, mas também pelos "tribunos com poderes consulares" (ou apenas "tribunos consulares"), que podiam ser plebeus. Para evitar a possibilidade de os plebeus obterem o controle sobre o censo, os patrícios decidiram remover este poder de cônsules e tribunos consulares e criaram uma nova magistratura, a dos "censores", que seriam eleitos, sempre aos pares, entre os ex-cônsules e, portanto, exclusivamente entre os patrícios (até aquele momento).
Os censores continuaram sendo exclusivamente patrícios até 351 a.C., quando Caio Márcio Rutilo foi nomeado o primeiro censor plebeu. Doze anos depois, em 339 a.C., uma das leis publílias passou a exigir que um dos censores fosse sempre um plebeu. A despeito disto, nenhum censor plebeu foi escolhido até a eleição de Cneu Domício Calvino Máximo em 280 a.C.. Em 131 a.C., os dois censores, Quinto Pompeu Rufo e Quinto Cecílio Metelo Macedônico, foram plebeus pela primeira vez.
A razão para que houvesse sempre dois censores estava na origem da função, quando os dois cônsules realizavam o censo juntos. Se um deles falecesse durante o mandato, outro era escolhido para substituí-lo — o censor sufecto — exatamente como acontecia com os cônsules, o que só aconteceu uma vez, em 393 a.C., quando Caio Júlio Julo foi substituído por  Marco Cornélio Maluginense. Contudo, os gauleses capturaram Roma naquele mesmo lustro (o mandato de cinco anos dos censores) e os romanos passaram a considerar a substituição de um censor como uma "ofensa aos deuses" e, a partir de então, se um dos censores morresse, seu colega renunciava e dois novos censores eram escolhidos para substituí-los.

### Eleição
Os censores eram eleitos pela Assembleia das centúrias, que se reunia sob a presidência de um dos cônsules. Barthold Niebuhr sugere que eles eram, a princípio, eleitos pela Assembleia das cúrias e que a escolha desta era posteriormente confirmada pelas centúrias, mas William Smith acredita que "não há fonte autoritativa para esta suposição e sua veracidade depende inteiramente da correção dos pontos de vista de Niebuhr a respeito da eleição dos cônsules". Os dois censores eram obrigatoriamente eleitos no mesmo dia e, se por qualquer motivo isso não acontecesse, a eleição era invalidada e reiniciada no dia seguinte.
A Assembleia reunida para eleger os censores era realizada sob as graças de auspícios diferentes dos que eram necessários para as eleições de cônsules e pretores para que os censores não fossem considerados colegas destes altos magistrados, apesar de eles também terem, sobre sua eleição, a graça dos maxima auspicia. Esta assembleia era convocada pelos novos cônsules logo no início de seus mandatos e os novos censores, tão logo fossem eleitos e tivessem seus poderes conferidos por um decreto da Assembleia das centúrias ("lex centuriata"), iniciavam seu mandato de cinco anos.
Como princípio geral, os únicos cidadãos elegíveis ao cargo de censor eram os que já haviam sido antes cônsules, mas houve algumas exceções. A princípio, não havia lei que impedisse que uma pessoa fosse eleita para dois mandatos, mas o único a conseguir o feito foi Caio Márcio Rutilo (em 294 e 265 a.C.). Naquele ano, ele próprio propôs uma lei para impedir um segundo mandato e, por isto, recebeu o cognome "Censorino".

### Atributos do cargo
O censorado (ou “censorato”) se diferenciava das demais magistraturas romanas pela duração do mandato. Os censores eram originalmente escolhidos por um lustro inteiro (um quinquênio), mas ainda no século V a.C. (433 a.C.), o mandato foi limitado a dezoito meses por uma lei outorgada pelo ditador Mamerco Emílio Mamercino. Os censores também se diferenciavam pelo status e pela dignidade ligada ao cargo. Eles não detinham nenhum poder de imperium e, portanto, não andavam escoltados por lictores. Como seu status era conferido pela Assembleia das centúrias e não pela Assembleia das cúrias, seu poder era inferior ao de cônsules e pretores.
Apesar disto, o censorado era considerado como a mais elevada dignidade do estado romano, com exceção da ditadura e o censor era considerada um "magistrado sagrado" (em latim: sanctus magistratus), a quem se devia a maior reverência. A grande consideração e dignidade que o censorado obteve eram derivadas das importantes funções que gradualmente lhe foram encarregadas, especialmente o controle sobre o "regimen morum", o controle sobre a conduta e a moralidade dos cidadãos romanos. No exercício da função, os censores só estavam limitados por suas próprias visões de dever e não respondiam a nenhum outro poder estatal.
Os censores utilizavam uma cadeira especial chamada "cadeira curul" (em latim: sella curulis), mas existem dúvidas sobre suas vestimentas oficiais. Uma bem conhecida passagem de Políbio descreve o uso de "imagines" em funerais, o que permite concluir que enquanto um cônsul ou pretor vestia a toga pretexta, de bordas púrpura, um general que realizou um triunfo vestia a toga picta, bordada, o censor vestia uma toga púrpura exclusiva de sua magistratura. Porém, outros autores afirmam que eles utilizavam as mesmas togas utilizadas pelas outras altas magistraturas. O funeral de um censor era sempre conduzido com grande pompa e esplendor e era conhecido como "funus censorium", uma honraria que seria, muito mais tarde, pelos imperadores romanos.

### Abolição

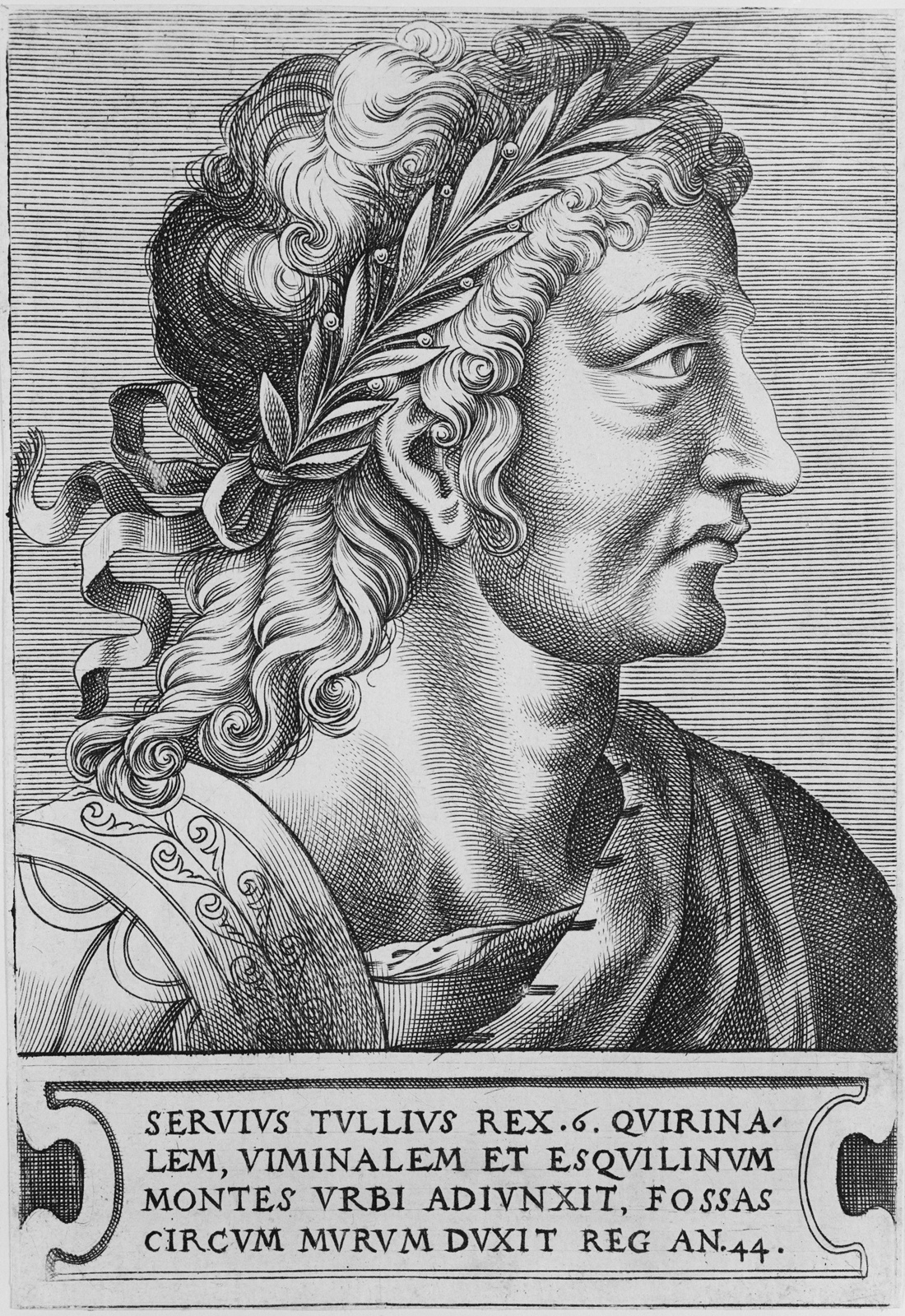
Sérvio Túlio, o sexto rei de Roma e criador do costume dos censos periódicos.

A censura existiu por 421 anos, de 443 a.C. até 22 a.C., mas, durante este período, muitos lustros se passaram sem que nenhum censor fosse escolhido. Segundo uma fonte, o cargo teria sido abolido durante a ditadura de Sula. Apesar da autoridade desta mesma fonte ser questionado, o fato em si é provável, uma vez que nenhum censo foi realizado nos dois lustros que correspondiam ao período entre a ditadura de Sula e o primeiro consulado de Pompeu (82 a.C.).
Seja como for, novos censores foram eleitos a partir daí. Em 58 a.C., uma das leis do tribuno da plebe Públio Clódio Pulcro prescreveu um procedimento mais complicado para que um censor pudesse expulsar um membro do Senado Romano e exigia que os dois censores estivessem de acordo com a expulsão. Esta lei, porém, foi repelida no terceiro consulado de Pompeu, em 52 a.C., a pedido de seu colega, Quinto Cecílio Metelo Pio Cipião Násica. Contudo, os censores jamais recuperaram seu poder e influência completamente.
Durante as guerras civis que se seguiram, nenhum censor foi eleito; foi apenas depois de um longo intervalo, em 22 a.C., que Lúcio Munácio Planco e Emílio Lépido Paulo foram escolhidos por Augusto para preencher a função. Esta foi a última vez que censores foram escolhidos. Durante o período imperial, os imperadores realizavam as funções de censor com o título de praefectura morum ("prefeito da moral").
Alguns imperadores tomaram para si o título de censor quando realizavam um censo da população romana, como foi o caso de Cláudio, que nomeou o já idoso Lúcio Vitélio como seu colega e com Vespasiano, cujo colega foi seu filho Tito. Domiciano assumiu o título de "censor perpétuo" (em latim: censor perpetuus), mas seu exemplo não foi seguido pelos imperadores subsequentes.

## Funções
As funções dos censores podem ser divididas em três categorias interligadas entre si. Em primeiro lugar, os censores eram responsáveis por realizar o censo, que consistia em criar e atualizar as listas de cidadãos e suas propriedades, incluindo a lista de senadores ("lectio senatus") e a dos equestres ("recognitio equitum"). Não menos importante, os censores eram responsáveis pelo "regimen morum", ou seja, pela manutenção da moral pública. Finalmente, os censores eram responsáveis pela administração das finanças estatais, incluindo a supervisão dos edifícios públicos e a construção de todas as novas obras públicas (como aquedutos ou estradas). A função original da censura era muito mais restrita e se limitava quase que somente à realização do censo.

### Censo romano
O censo romano era originalmente realizado no Campo de Marte e, a partir de 435 a.C., num edifício específico chamado Villa Publica, construído para este fim pelo segundo par de censores, Caio Fúrio Pácilo Fuso e Marco Gegânio Macerino.
Um relato das formalidades referentes à abertura de um censo está num fragmento das "Tabulae Censoriae" preservado por Marco Terêncio Varrão. Depois dos auspícios , os cidadãos eram convocados por um leitor público a aparecer perante os censores. Cada tribo era chamada separadamente e os nomes de cada tribo eram provavelmente baseados em listas montadas previamente pelos tribunos de cada tribo. Cada pater familias tinha que se apresentar pessoalmente perante os censores, que se sentavam em suas cadeiras curul.
O censo como um todo era conduzido de acordo com as instruções do censor ("ad arbitrium censoris") dentro de alguns parâmetros propostos pela tradição da magistratura, conhecida como "leges censui censendo", e que listava quais tipos de propriedades eram sujeitas ao censo e como o valor de cada uma poderia ser estimado. Segundo estas "leis", cada cidadão apresentava um relato de si próprio, de sua família e de suas posses sob juramento "declarado do coração". Primeiro ele fornecia seu nome completo (prenome, nome e cognome), o nome de seu pai (ou, se fosse um liberto, de seu patrono) e sua idade. Em seguida, o nome de sua esposa (se fosse casado) e o de seus filhos (se tivesse). Mulheres solteiras e órfãos eram representados por seus guardiães legais e seus nomes eram marcados em listas separadas que não compunham o número total de cidadãos. Depois da identificação, o cidadão devia relatar suas posses de acordo com as regras do censo, segundo as quais apenas alguns tipos eram objeto do censo (conhecidas como "censui cesendo").
No princípio, os cidadãos aparentemente apresentavam um valor geral de suas posses, sem entrar em detalhes, mas logo se tornou a prática comum o fornecimento de uma lista detalhada por item e seus respectivos valores. Terras, que excluíam as terras públicas utilizadas pelo cidadão, eram a propriedade mais importante e um relato minucioso delas era requerido: o quanto era terra arável, o quanto era pasto e o quanto era composto por oliveiras ou vinhedos. Escravidão e gado eram os itens seguintes. Os censores possuíam ainda o direito de pedir mais informações sobre objetivos que geralmente não estavam incluídos no censo, como jóias, roupas e carruagens. Alguns autores modernos colocaram em dúvida o poder dos censores de avaliarem uma propriedade de um cidadão num valor mais alto do que aquele fornecido por eles, mas, tendo em vista a natureza discricionária de seus poderes e da necessidade de colocar o poder de realizar estas reavaliações nas mãos de alguém para evitar fraudes, é quase certo que os censores podiam fazê-lo. Além disto, em pelo menos uma ocasião fica claro nas fontes que os censores cobraram taxas exorbitantes sobre artigos de luxo, o que mostra que, ainda que eles não registrassem em suas listas as posses por um valor maior do que o apresentado, eles conseguiam obter o mesmo resultado simplesmente cobrando mais impostos por elas. Este imposto era geralmente de um por mil para os itens listados e, no caso em questão, o imposto cobrado foi de oito por mil como punição.
Uma pessoa que evitasse voluntariamente o censo podia ser considerada "incensus" e se sujeitava a severas punições. Conta-se que o rei Sérvio Túlio chegou a ameaçar estes indivíduos com prisão e morte e, no período republicano, um incensus podia ser vendido pelo estado romano como escravo. Já no final do período republicano, um indivíduo que não pudesse comparecer ao censo podia ser representada por outra e garantir o seu registro pelos censores. Com relação aos soldados que estivessem ausentes em serviço, é incerto se eles nomeavam ou não um representante. Supõe-se, com base em uma passagem em Lívio que, mais tarde, os censores enviavam representantes até as províncias com plenos poderes para realizarem o censo dos soldados romanos, mas, aparentemente, trata-se de um caso específico. Sabe-se, porém, com base na forma com que Cícero defende a ausência de Árquias de Roma por estar servindo no exército de Lúculo que o serviço militar era considerado um motivo válido para ausência num censo. Um censo podia ser impedido de ocorrer por graves epidemias, pois grande parte dos cidadãos certamente evitariam o ambiente urbano e se ausentariam.
Depois de os censores terem recebido os nomes de todos os cidadãos e listado suas propriedades, eles então montavam as listas das tribos, das classes sociais e também das centúrias, cumprindo o que determinava a lei de Sérvio Túlio, que impunha que a posição de cada cidadão no estado romano era determinada pelas suas posses. Estas listas formavam a parte mais importante das "Tábuas Censoriais" ("Tabulae Censoriae") produzidas pelos censores durante seus mandatos. Além da divisão dos cidadãos em tribos, classes e centúrias, os censores também criavam as listas dos senadores romanos pelos próximos cinco anos (ou até a eleição de novos censores), retirando nomes que consideravam indignos e acrescentando os que se qualificavam. Da mesma forma, eles revisavam a lista dos equestres que haviam recebido um cavalo do erário público ("equites equo publico"), acrescentando e removendo nomes conforme seu próprio julgamento. Finalmente, os censores confirmavam o príncipe do senado ou nomeavam um novo dentre os ex-censores ainda vivos.
Depois que as listas estavam completas, o número de cidadãos era contado e a soma total era anunciada. Estas listas, por estarem ligadas às finanças do estado romano, ficavam guardadas no Erário de Saturno, no Fórum Romano; o depósito para os demais arquivos dos censores em tempos mais antigos era o chamado "Átrio da Liberdade" (Atrium Libertatis), perto da Villa Publica e, mais tarde, no "Templo das Ninfas".

#### Período imperial
Um censo era, por vezes, realizando nas províncias romanas, mesmo durante o período republicano. O imperador enviava às províncias oficiais especiais chamados censitores ou legados imperiais para realizá-lo. Os censitores eram ajudados por oficiais subordinados chamados censuales, responsáveis por montar as listas. Em Roma, o censo ainda era realizado durante o período imperial, mas as antigas cerimônias ligadas a ele já não eram realizadas depois de Vespasiano. Os juristas Júlio Paulo Prudentíssimo e Ulpiano escreveram obras sobre os censos imperiais e diversos trechos foram preservados na Digesta.

### Regimen morum
Manter a moral pública (em latim: "regimen morum"; "cura morum" ou "praefectura morum" no período imperial) era a segunda mais importante função dos censores e a que provocava maior reverência e temor entre os cidadãos romanos, motivo pelo qual os censores eram chamados de "castigadores", um termo latino que tem o mesmo significado ainda hoje em português. Este poder nasceu naturalmente do direito que os censores tinham de excluir pessoas das listas de cidadãos e senadores. Segundo William Smith, "...eles podiam, antes de tudo, ser os únicos juízes de muitas questões de fato, como se um cidadão atingia ou não as qualificações requeridas por lei ou costume para uma determinada classe social que ele aspirava ou se o fato de ele ter sido alvo de uma sentença judicial o tornaria 'infame'. A partir daí, a transição foi fácil, pelas noções romanas, para que passasem a tomar decisões de questões de direito, como se o cidadão era realmente digno de manter sua classe social ou se ele cometeu ou não algum ato tão degradante quanto os que levaram a uma sentença da lei".
Desta forma, os censores gradualmente assumiram, pelo menos nominalmente, a supervisão da vida pública e privada de todos os cidadãos romanos. Eles eram tidos como conservadores da moralidade pública e estavam incumbidos não apenas de evitar crimes ou atos singulares de imoralidade, mas principalmente de manter as características, éticas e hábitos tradicionais dos romanos (em latim: "mos majorum") — o "regimen morum" também abrangia esta proteção das tradições, uma função que passou a ser chamada "cura" ("supervisão") ou "praefectura" ("comando") "morum". A punição infligida pelos censores no exercício de sua função era chamada "nota" ("marca"), "notatio" ou "animadversio censoria" ("admoestação censoral") e sua deflagração era guiada apenas pelas convicções sobre a natureza do dever e da moral do censor. Contudo, eles precisavam jurar que não agiriam com viés ou parcialidade e, além disto, estavam obrigados a declaram em suas listas, ao lado do nome do cidadão penalizado, a causa da punição infligida, a chamada "subscriptio censoria".
Esta função do mandato dos censores os investia de um tipo singular de jurisdição, que, em muitos aspectos, lembra, em termos romanos, o exercício da opinião pública em tempos modernos, no sentido de que há uma incontável quantidade de ações que, apesar de todos saberem ser prejudicial ou "imoral", ainda não estão ao alcance das leis positivas de um país. Mesmo em casos de crimes de fato, as leis positivas frequentemente punem apenas a ofensa enquanto, para a opinião pública, mesmo após o cumprimento da pena, o ofensor muitas vezes se vê incapaz de aspirar certas honrarias ou distinções conferidas apenas às pessoas de reputação ilibada. Por causa disto, os censores podiam "marcar" uma pessoa com uma nota censoria no caso de ela ter sido condenada por um crime numa corte ordinária de justiça e já tenha cumprido sua pena. A consequência desta marca era apenas a ignomínia e não a infâmia, outros dois termos latinos que mantiveram seus significados intactos na língua portuguesa. Tanto a infâmia quanto a nota censoria não eram consideradas como "coisa julgada" ("res judicata"), pois seus efeitos não eram duradouros e podiam ser removidos pelos censores subsequentes ou por uma lei ordinária. A marca dos censores não era, além disso, válida sem a concordância de ambos os censores. Assim, a ignomínia reduzia temporariamente o status de um cidadão, mas não impedia que ele pudesse detivesse alguma magistratura e certamente não desqualificavam os que tentavam se eleger, serem nomeados juízes pelos pretores ou servir no exército romano. Mamerco Emílio Mamercino, por exemplo, foi nomeado ditador mesmo tendo uma admoestação em seu nome ("animadversio censoria").

#### Atos considerados imorais
Uma pessoa podia ser marcada por diversos motivos, impossíveis de listar por que eram de julgamento discricionário dos censores. Por vezes, um par de censores simplesmente ignorava uma ofensa que, viria a ser duramente castigada por seus sucessores. É possível, porém, agrupar as ofensas mais comuns em três categorias:
1. As ofensas relativas à vida privada dos indivíduos, como:
  1. Viver em celibato durante a vida adulta, um período no qual o cidadão deveria fornecer novos cidadãos ao estado.[87] A obrigação de casar era frequentemente imposta pelos censores e a recusa era penalizada com uma multa (a "aes uxorium");
  2. A dissolução de um matrimônio ou noivado de maneira incorreta ou por razões insuficientes;[88]
  3. Conduta imprópria com a esposa ou filhos; a disciplina exagerada demais ou relaxada demais com os filhos; e a desobediência dos filhos em relação aos pais;[89][90][91]
  4. Um estilo de vida pouco comum ou luxuoso e gastos extravagantes em dinheiro, uma ofensa relatada em diversas ocasiões.[92][93][94][95] No final do período republicano, as "leges sumptuariae" foram aprovadas para inibir o crescente gosto pelo luxo entre os romanos;
  5. Negligência ou descuido em relação ao cultivo de suas terras;[96]
  6. Crueldade para com escravos ou clientes;[91]
  7. Profissão ou comércio considerado indigno,[91] como era o caso de atores ou prostitutas;[97]
  8. Busca por heranças ou tentativa de fraudar órfãos.
2. Ofensas cometidas na vida pública, seja como um oficial do estado ou contra um deles:
  1. Se um magistrado agisse de maneira indigna com sua posição, se aceitasse subornos ou forjasse auspícios;[89][98][99][100][101]
  2. Conduta imprópria para com um magistrado, tentativa de limitar seu poder ou de abrogar uma lei que os censores acreditavam ser necessária;[102][103][104][105]
  3. Perjúrio;[106][107][108]
  4. Negligência, desobediência e covardia de soldados no exército;[109][110]
  5. Manter um cavalo público em condições precárias.
3. Uma variedade de atos ou intenções que os censores acreditavam ser prejudiciais à moralidade pública, que podiam ser proibidos por um édito[111] ou não, e todos os que agiam da forma proibida podiam ser anotados e marcados. Para uma lista completa, veja a obra de Niebuhr.[112]

Uma pessoa marcada poderia, caso se considerasse injustiçada, tentar provar sua inocência perante os censores ("causam agere apud censores"). Caso não tivesse sucesso, ela poderia ainda tentar buscar a proteção de um dos censores, que podia intervir em seu nome.

#### Punições
As punições infligidas pelos censores geralmente diferiam segundo a posição que a pessoa penalizada ocupava, embora, por vezes, mesmo um cidadão nas posições mais altas podia sofrer todas as penalidades de uma vez, como ser degradado para a classe mais baixa dos cidadãos. Contudo, as punições podiam ser classificadas em quatro classes:
1. Motio ("remoção") ou ejectio e senatu ("expulsão do Senado"). Esta punição podia significar uma simples exclusão da lista de senadores ou, em casos extremos, a exclusão da pessoa de sua tribo e a degradação para o status de erário.[84] A forma mais comum desta punição era a simples omissão do nome da pessoa excluída durante a leitura pública da lista de senadores. Daí a expressão latina "praeteriti senatores" ("senadores pulados"), que é equivalente a "ejectio e senatu".[114] Em alguns casos, porém, os censores não se limitavam a simplesmente "pular o nome" do senador e endereçavam-lhe uma admoestação por sua conduta.[84] Porém, esta ignomínia não impedia o ex-senador de se candidatar para uma das magistraturas que abriam as portas para o Senado novamente e, portanto, ele podia retornar tão logo eleito novamente.[115][116]
2. Ademptio equi, a remoção do cavalo fornecido pelo estado para um equestre. Esta punição também podia ser simples ou ser combinada com a exclusão da lista das tribos e a degradação ao status de erário.[117]
3. Motio e tribu, a exclusão de uma pessoa de sua tribo. Esta punição equivalia à degradação ao status de erário originalmente. Porém, quando foi feita a distinção entre as tribos rurais (ou rústicas) e urbanas, esta punição passou a significar a transferência de uma pessoa de uma tribo rural para uma urbana, menos "respeitável". Assim, quando a degradação era combinada com a exclusão da tribo, as duas eram sempre explicitamente citadas.[118][119]
4. Referre in aerarios[66][120] ou Facere aliquem aerarium,[121] a degradação ao status de erário. Esta degradação propriamente dita incluía todas as anteriores, pois um equestre não podia se tornar um erário sem que antes lhe fosse tomado de volta o cavalo público e nem um membro de uma tribo rural sem que antes seu nome fosse retirado da lista de membros.[122]

Foi esta autoridade que detinham os censores romanos que deu origem ao significado moderno das palavras "censor" e "censura", ou seja, oficiais que revisam materiais antes de sua veiculação ou publicação e que detém o poder de impedir esta publicação se considerarem-na contrária à "moral pública" (nos termos de um dado ambiente sócio-político).

### Administração financeira
A administração das finanças estatais era a terceira função do cargo de censor, um poder que se originou do tributum, o imposto de propriedades, que tinha que ser pago pelos cidadãos romanos segundo o valor apurado de suas propriedades durante o censo e que, naturalmente, era controlado pelos censores. Os censores também supervisionavam todas as demais fontes de renda do estado romano, as vectigalia, como as taxas pagas pelo uso das terras públicas, pela produção de sal, pelo uso de minas, pela operação das alfândegas portuárias e muitos outros.
Os censores tipicamente leiloavam pelo período de um lustro a coleta de impostos e taxas em um leilão chamado "venditio" ou "locatio" aparentemente realizado no mês de março em Roma. Os termos deste leilão, incluindo os direitos e deveres de cada uma das partes, eram detalhados nas leges censoriae, publicadas pelos censores antes do início das ofertas. Os vencedores eram chamados de publicanos.
Os censores também tinham o direito, embora não sem o consentimento do Senado Romano, de impor novas vectigalia e de vender terras públicas. Aparentemente, era tarefa dos censores criar e manter um orçamento para o quinquênio seguinte, uma função similar a dos modernos ministro da fazenda. Os censores, porém, não recebiam pessoalmente as receitas do estado, que eram pagas para o Erário de Saturno, um órgão inteiramente controlado pelo Senado através dos questores, que aprovavam e realizavam os desembolsos.
Porém, os censores eram responsáveis pelas obras públicas ("opera publica"), embora os desembolsos de fato fossem realizados pelos questores. Para isto, o Senado votava uma certa quantia de dinheiro ou direcionava uma certa receita para ser utilizada pelos censores discricionariamente. Com esta verba, eles deveriam garantir que templos e outras obras públicas estavam em boa ordem ("aedes sacras tueri" e "sarta tecta exigere") e que nenhum lugar público estava sendo ocupado ilegalmente ("loca tueri"). Estes contratos, de construção ou manutenção, eram chamados de "ultrotributa" e eram também leiloadas pelos censores, mas para a proposta mais barata. Os vencedores eram chamados de "conductores", "mancipes", "redemptores" ou "susceptores". Os censores também supervisionavam as despesas ligadas à adoração dos deuses romanos, incluindo, por exemplo, a alimentação dos gansos sagrados do Capitólio, tarefas que também eram oferecidas em contrato. Segundo Políbio, os gastos dos censores eram, "em grande medida, os maiores e mais amplos" do estado romano.
Os edis também eram responsáveis pela supervisão dos edifícios públicos e não é fácil diferenciar claramente as tarefas de censores e edis, mas é possível afirmar que estes eram responsáveis pelo caráter mais policial da garantia da boa ordem pública enquanto que os censores cuidavam do aspecto financeiro da tarefa.

## Lustrum
Depois de realizarem suas diversas funções e de terminarem o censo quinquenal, o lustro (em latim: lustrum), uma cerimônia solene de purificação do povo romano, se seguia. Quando os novos censores assumiam o cargo, eles tiravam a sorte para definir quem realizaria a purificação ("lustrum facere" ou "condere"), mas ambos eram obrigados a participar da cerimônia.
Muito tempo depois de os censos romanos terem sido abandonados, a palavra latina "lustrum" sobreviveu em muitas línguas, inclusive o português, e tornou-se sinônimo de um quinquênio.

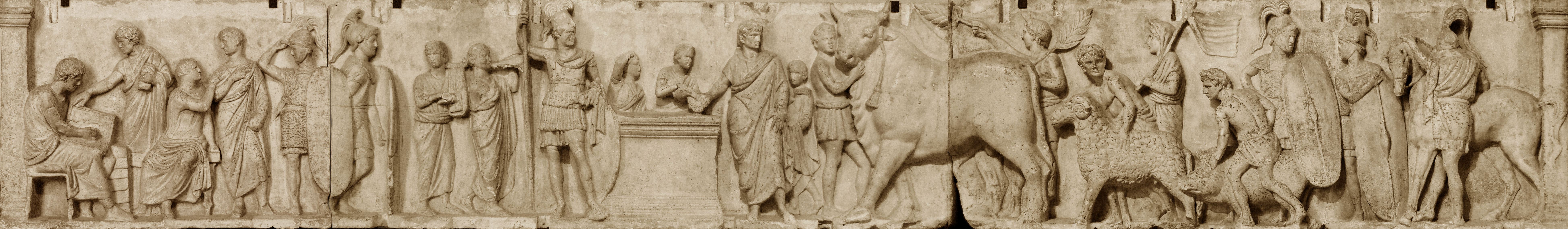
O Altar de Domício Enobarbo de com a representação do lustro censório. Muitos soldados romanos acompanham a função usando típicos elmos etrusco-coríntios e Montefortino, armadura enganchada e escudo oval. Museu do Louvre